# Canicab
Canicab es una localidad rural, ubicada en el estado mexicano de Yucatán, específicamente en el municipio de Acanceh que se encuentra en la Zona Influencia Metropolitana o Región VI del mismo estado.
La localidad tiene una altitud de 10 metros sobre el nivel del mar y su población era de 758 habitantes en 2010, según el censo realizado por el INEGI. El poblado se localiza a una distancia de 26 km de la ciudad capital del estado, Mérida.

## Toponimia
Canicab proviene del idioma maya.

## Geografía

### Localización
Canicab se localiza en las coordenadas 20°51′37″N 89°25′53″O / 20.86028, -89.43139 (20.860278, -89.431389). De acuerdo con el censo de 2010, la población tenía una altitud promedio de 10 metros sobre el nivel del mar.

## Hechos históricos
- En 1910 cambió su nombre de Canicals a Canicab.

## Demografía
Según el censo de 2010 realizado por el INEGI, la población de la localidad era de 758 habitantes, de los cuales 376 eran hombres y 382 mujeres.
| 194                         | 195 | 204 | 282 | 258 | 402 | 492 | 471 | 709 | 627 | 669 | 711 | 724 | 758 |
| (Fuente: INEGI [Consultar]) |     |     |     |     |     |     |     |     |     |     |     |     |     |

## Galería

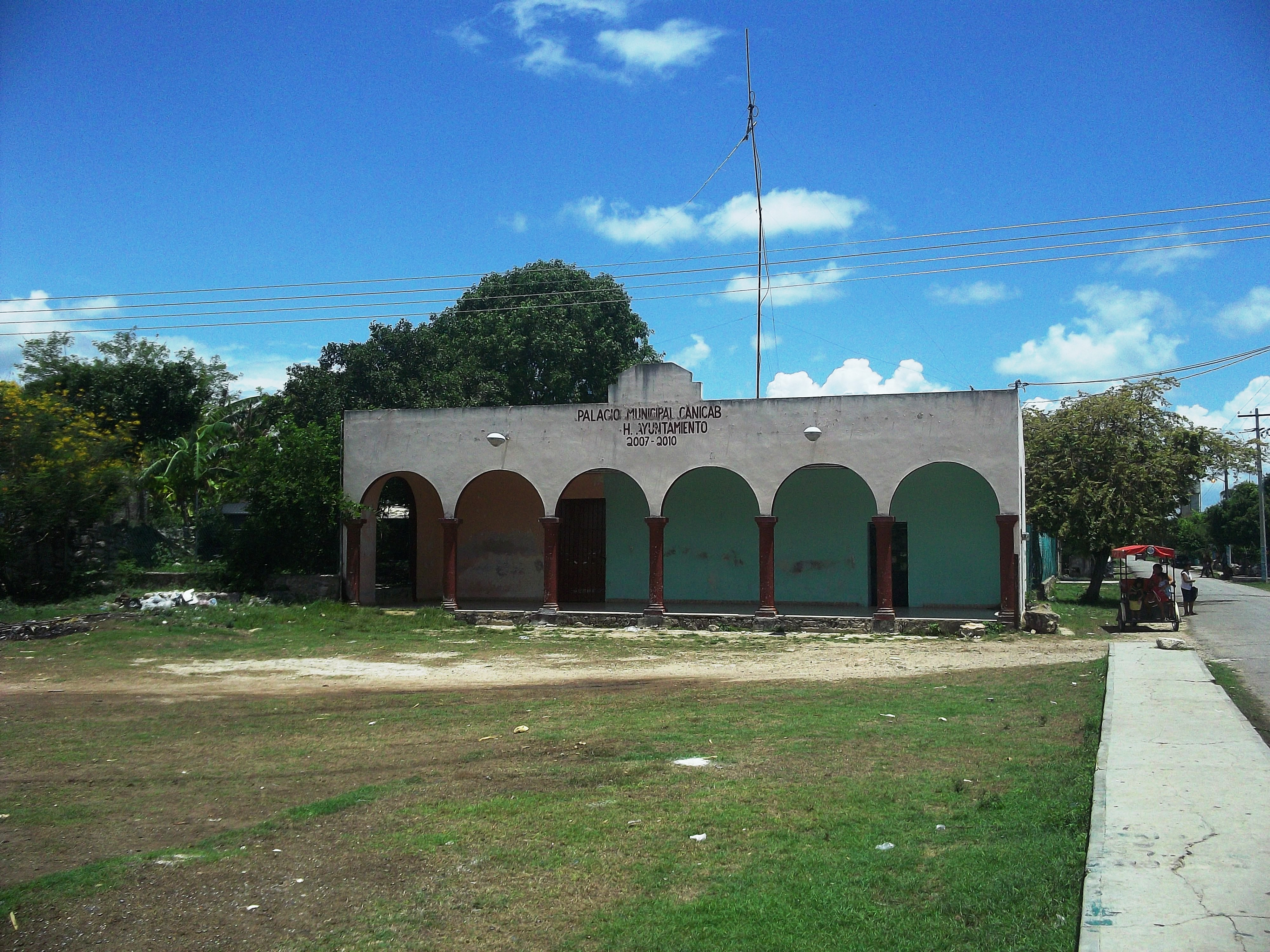
Casa comisarial de Canicab.
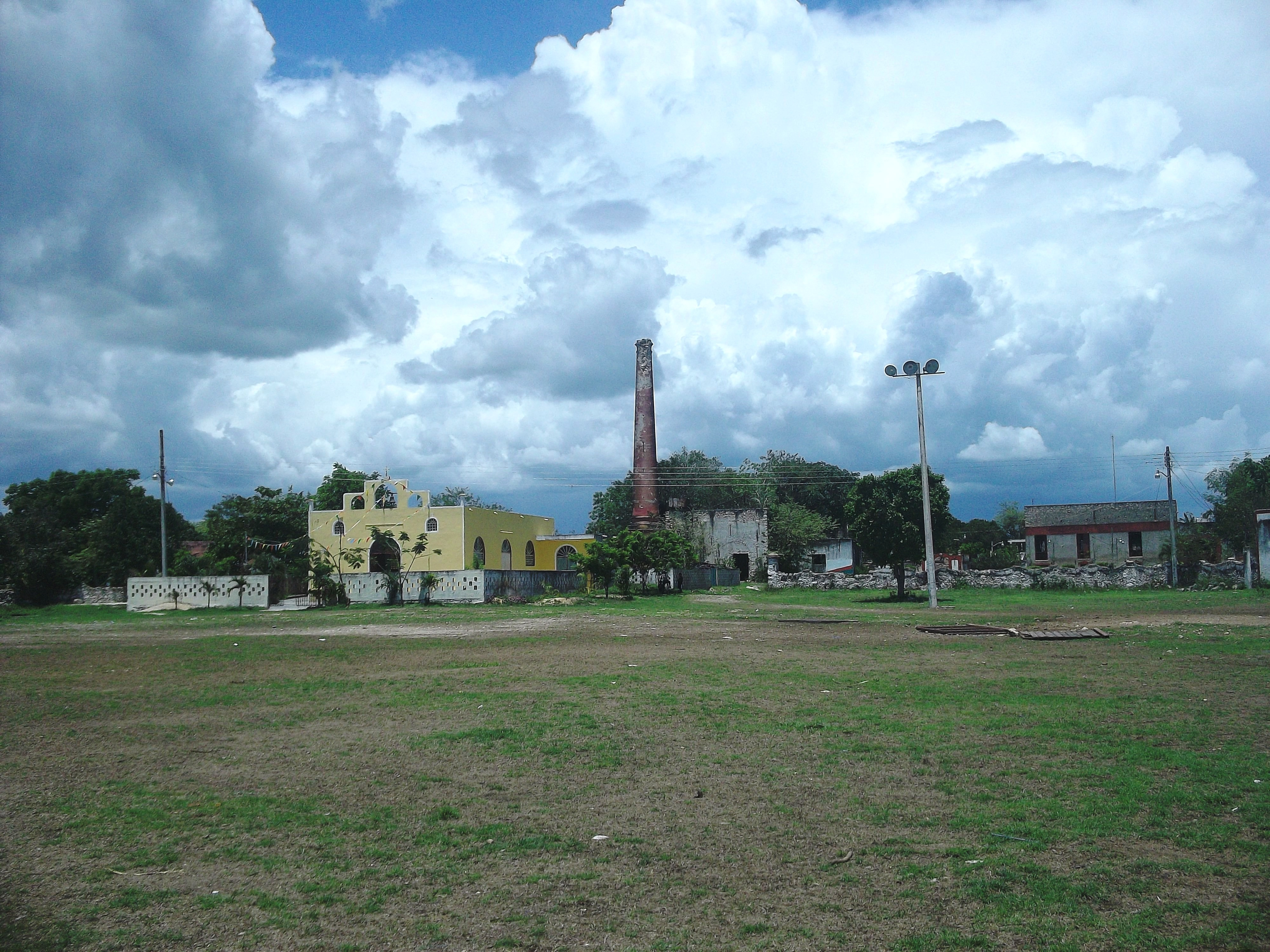
Hacienda e iglesia principal de Canicab.
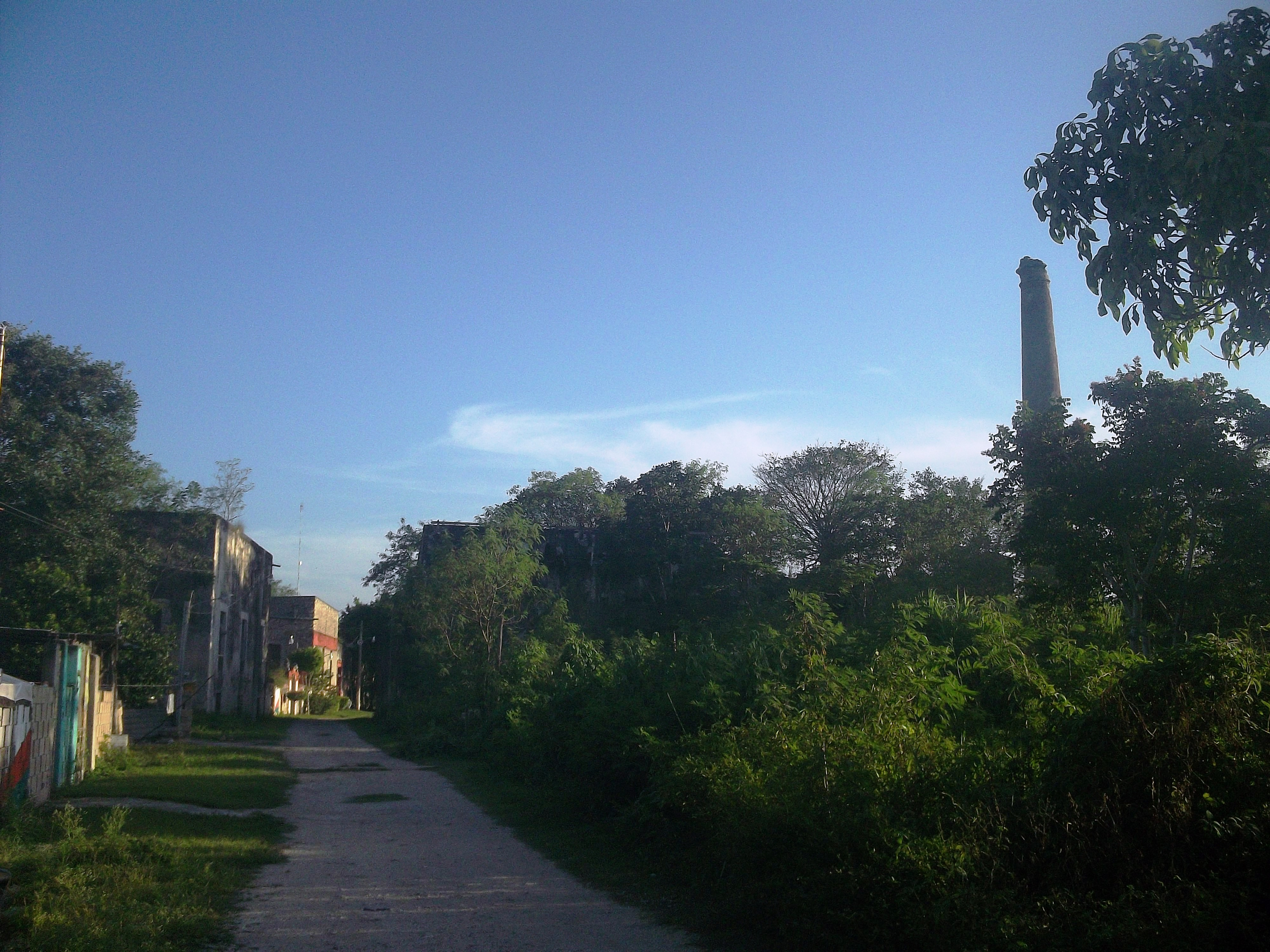
Hacienda de Canicab.